# Maribavir
Maribavir (Markenname Livtencity) ist ein antiviraler Wirkstoff, der zur Behandlung des Zytomegalievirus (CMV) nach einer Transplantation eingesetzt wird. Maribavir wurde im November 2021 in den Vereinigten Staaten für die medizinische Verwendung zugelassen.

## Anwendung

### Wirkung
Maribavir verhindert die Virusreplikation des Zytomegalievirus. Der Mechanismus, mit dem Maribavir die HCMV-Replikation hemmt, beruht auf der Hemmung einer HCMV-kodierten Kinase namens UL97 oder pUL97.

### Indikation
Maribavir ist indiziert zur Behandlung von Menschen ab zwölf Jahren und mit einem Gewicht von mindestens 35 Kilogramm, die an Cytomegalie nach einer Transplantation leiden, die nicht auf eine andere verfügbare antivirale Behandlung gegen das Cytomegalie-Virus anspricht (mit oder ohne genetische Mutationen, die eine Resistenz verursachen).

### Kontraindikationen
Maribavir kann die antivirale Aktivität von Ganciclovir und Valganciclovir verringern, so dass eine gleichzeitige Verabreichung mit diesen Medikamenten nicht empfohlen wird.

### Nebenwirkung
Zu den häufigsten Nebenwirkungen gehören Geschmacksstörungen, Übelkeit, Durchfall, Erbrechen und Müdigkeit.

## Entwicklung
Maribavir wurde 2003 von ViroPharma von GlaxoSmithKline zur Vorbeugung und Behandlung von Erkrankungen durch das humane Cytomegalovirus (HCMV) bei Patienten mit Transplantation von hämatopoetischen Stammzellen beiKnochenmarktransplantationen zugelassen. Maribavir erwies sich in klinischen Phase-II-Studien als vielversprechend und erhielt den Fast-Track-Status, verfehlte aber in einer Phase-III-Studie die Studienziele. Die in der Phase-III-Studie verwendete Dosierung war jedoch möglicherweise zu niedrig, um wirksam zu sein.
Eine Phase-II-Studie mit Maribavir zeigte, dass die Prophylaxe mit Maribavir eine starke antivirale Aktivität aufweist, gemessen an einer statistisch signifikanten Verringerung der Reaktivierungsrate von CMV bei Empfängern von hämatopoetischen Stammzellen. In einer Intention-to-treat-Analyse der ersten 100 Tage nach der Transplantation war die Zahl der Probanden, die eine präventive Anti-CMV-Therapie benötigten, mit Maribavir im Vergleich zu Placebo statistisch signifikant verringert.
ViroPharma führte eine klinische Phase-III-Studie durch, um den prophylaktischen Einsatz von Maribavir zur Vorbeugung von Cytomegalievirus-Erkrankungen bei Empfängern allogener Stammzelltransplantationen zu untersuchen. Im Februar 2009 gab ViroPharma bekannt, dass die Phase-III-Studie ihr Ziel verfehlt hat, da kein signifikanter Unterschied zwischen Maribavir und einem Placebo in Bezug auf die Verringerung der Häufigkeit des Nachweises von CMV-DNA bei Patienten festgestellt werden konnte.
Die Sicherheit und Wirksamkeit von Maribavir wurde in einer multizentrischen, offenen, aktiv-kontrollierten Phase-III-Studie untersucht, in der Maribavir mit einer Behandlung verglichen wurde, die von einem Forscher, der die Studie leitete, zugewiesen wurde und die eines oder zwei der folgenden antiviralen Mittel zur Behandlung des Zytomegalievirus umfassen konnte: Ganciclovir, Valganciclovir, Foscarnet oder Cidofovir. In der Studie erhielten 352 Transplantatempfänger mit Cytomegalovirus-Infektionen, die nicht auf eine Behandlung ansprachen (mit oder ohne Resistenz), nach dem Zufallsprinzip bis zu acht Wochen lang Maribavir oder eine von einem Forscher zugewiesene Behandlung. In der Studie wurden die Cytomegalovirus-DNA-Konzentrationen im Plasma der beiden Gruppen am Ende der achten Studienwoche verglichen, wobei Wirksamkeit als ein Wert unter dem messbaren Wert definiert wurde. Von den 235 Teilnehmern, die Maribavir erhielten, hatten 56 % Cytomegalovirus-DNA-Werte unter dem messbaren Wert, gegenüber 24 % der 117 Teilnehmer, die eine vom Forscher zugewiesene Behandlung erhielten.
Die US-Arzneimittelbehörde FDA erteilte die Zulassung für Maribavir als einem Arzneimittel für seltene Leiden, als Durchbruchstherapie und als vorrangig zu prüfendes Arzneimittel. Die FDA erteilte die Zulassung von Livtencity an Takeda Pharmaceuticals Company Limited.
Seit November 2022 ist Maribavir als Livtencity auch in der EU zugelassen.